# Sergio Díaz
Sergio Ismael Díaz Velázquez, meglio conosciuto come Sergio Díaz (Itauguá, 5 marzo 1998), è un calciatore paraguaiano, attaccante o ala del Panaitōlikos.

## Caratteristiche tecniche
Le principali caratteristiche dell'attaccante paraguaiano sono il dribbling ubriacante, la capacità di andare in gol sia dentro che fuori dall'area e lo scatto nello stretto; per stile di gioco, caratteristiche fisiche e tecniche ricorda l'attaccante argentino Sergio Agüero.

## Carriera

### Club

#### Cerro Porteño
Gioca per un anno nelle giovanili del Tacuary prima di passare, all'età di 10 anni, al Cerro Porteño.
Nel 2014 viene inserito in prima squadra e l'esordio arriva il 28 giugno nella vittoria casalinga, per 2-1, contro il General Díaz dove subentra a 5 minuti dal termine andando a sostituire Guillermo Beltrán. Il 17 settembre 2014 disputa la sua prima partita in campo internazionale in occasione del 2º turno di Coppa Sudamericana dove la sua squadra ha affrontato gli ecuadoregni dell'Independiente del Valle. Il 9 ottobre successivo mette a segno le sue prime due reti da professionista in occasione della vittoria per 2-0 contro il 3 de Febrero: queste reti lo rendono il più giovane marcatore della storia del campionato paraguaiano, record battuto il 5 novembre 2019 da Fernando Ovelar. Conclude il 2014 con un bottino di 23 presenze e 8 reti.
A maggio del 2015, durante la sua seconda stagione da professionista, vince il suo primo campionato paraguaiano. Conclude la seconda stagione con 28 presenze e 5 reti.
Il 9 marzo 2016 disputa la sua prima partita in Coppa Libertadores in occasione della partita vinta, per 3-2 anche grazie ad un suo gol, contro i brasiliani del Corinthians.

#### Real Madrid Castilla e i vari prestiti
Il 1º luglio 2016 viene acquistato, a titolo definitivo per una cifra vicina ai 5 milioni di euro, dal Real Madrid che lo inserisce nella rosa del Real Madrid Castilla. Il 21 agosto successivo disputa la sua prima partita con la seconda squadra andando anche a siglare 2 reti che permettono alla sua squadra di imporsi, per 3-2, sul Real Sociedad B. Conclude la sua prima stagione a Madrid con un totale di 36 presenze e 5 reti.
Il 10 agosto 2017 passa, in prestito, al Lugo militante in Segunda División. L'esordio arriva il 21 agosto successivo in occasione del pareggio interno, per 0-0, contro il Reus. Il 16 novembre subisce la rottura del legamento crociato che lo costringe a concludere la stagione anzitempo con solo 10 presenze.
Il 30 luglio 2018 passa, a titolo temporaneo, ai brasiliani del Corinthians. L'esordio arriva il 30 settembre successivo nella trasferta pareggiata, per 0-0, contro l'América-MG.

### Nazionale

#### Giovanile
Nel 2015 viene convocato per partecipare al Campionato sudamericano di calcio Under-20. In tale competizione scende in campo in 7 occasioni andando in gol 2 volte.

#### Maggiore
Il 2 giugno 2017 arriva l'esordio con la maglia della nazionale maggiore in occasione dell'amichevole persa, per 5-0, contro la Francia.

## Statistiche

### Presenze e reti nei club
Statistiche aggiornate al 30 settembre 2018.
| Stagione             | Squadra              | Campionato           | Campionato | Campionato | Coppe nazionali | Coppe nazionali | Coppe nazionali | Coppe continentali | Coppe continentali | Coppe continentali | Altre coppe | Altre coppe | Altre coppe | Totale | Totale |
| Stagione             | Squadra              | Comp                 | Pres       | Reti       | Comp            | Pres            | Reti            | Comp               | Pres               | Reti               | Comp        | Pres        | Reti        | Pres   | Reti   |
| -------------------- | -------------------- | -------------------- | ---------- | ---------- | --------------- | --------------- | --------------- | ------------------ | ------------------ | ------------------ | ----------- | ----------- | ----------- | ------ | ------ |
| 2014                 | Cerro Porteño        | PD                   | 20         | 8          | -               | -               | -               | CL+CS              | 0+3                | 0                  | -           | -           | -           | 23     | 8      |
| 2015                 | Cerro Porteño        | PD                   | 28         | 5          | -               | -               | -               | CL                 | 0                  | 0                  | -           | -           | -           | 28     | 5      |
| 2016                 | Cerro Porteño        | PD                   | 14         | 2          | -               | -               | -               | CL+CS              | 5+0                | 1+0                | -           | -           | -           | 19     | 3      |
| Totale Cerro Porteño | Totale Cerro Porteño | Totale Cerro Porteño | 62         | 15         |                 | -               | -               |                    | 8                  | 1                  |             | -           | -           | 70     | 16     |
| 2016-2017            | Real M. Castilla     | SDB                  | 36         | 5          | -               | -               | -               | -                  | -                  | -                  | -           | -           | -           | 36     | 5      |
| 2017-2018            | Lugo                 | SD                   | 8          | 0          | CR              | 2               | 0               | -                  | -                  | -                  | -           | -           | -           | 10     | 0      |
| ago.-dic. 2018       | Corinthians          | A1/SP+A              | 0+1        | 0          | CB              | 0               | 0               | CL                 | 0                  | 0                  | -           | -           | -           | 1      | 0      |
| Totale carriera      | Totale carriera      | Totale carriera      | 107        | 20         |                 | 2               | 0               |                    | 8                  | 1                  |             | -           | -           | 117    | 21     |

### Cronologia delle presenze e reti in nazionale
| Cronologia completa delle presenze e delle reti in nazionale ― Paraguay | Cronologia completa delle presenze e delle reti in nazionale ― Paraguay | Cronologia completa delle presenze e delle reti in nazionale ― Paraguay | Cronologia completa delle presenze e delle reti in nazionale ― Paraguay | Cronologia completa delle presenze e delle reti in nazionale ― Paraguay | Cronologia completa delle presenze e delle reti in nazionale ― Paraguay | Cronologia completa delle presenze e delle reti in nazionale ― Paraguay | Cronologia completa delle presenze e delle reti in nazionale ― Paraguay |
| Data                                                                    | Città                                                                   | In casa                                                                 | Risultato                                                               | Ospiti                                                                  | Competizione                                                            | Reti                                                                    | Note                                                                    |
| ----------------------------------------------------------------------- | ----------------------------------------------------------------------- | ----------------------------------------------------------------------- | ----------------------------------------------------------------------- | ----------------------------------------------------------------------- | ----------------------------------------------------------------------- | ----------------------------------------------------------------------- | ----------------------------------------------------------------------- |
| 2-6-2017                                                                | Rennes                                                                  | Francia                                                                 | 5 – 0                                                                   | Paraguay                                                                | Amichevole                                                              | -                                                                       | 46’                                                                     |
| Totale                                                                  |                                                                         | Presenze                                                                | 1                                                                       |                                                                         | Reti                                                                    | 0                                                                       |                                                                         |

## Palmarès

### Club
- Campionato paraguaiano: 1

Cerro Porteño: Apertura 2015

### Individuale
- Premios ABC Joven: 1

Miglior giocatore Under-15: 2013
- Giocatore rivelazione del Torneo di Tolone: 1

2016
- Squadra ideale del Torneo di Tolone: 1

2016